# Marine Vacth
Marine Vacth (París, 9 d'abril de 1991) és una actriu i model francesa. Filla d'un xofer i d'una mare comptable, va estudiar al Liceu Eugène Delacroix de Maisons-Alfort, ciutat on va viure amb els seus pares durant la seva joventut.
Als quinze anys, va ser descoberta en una botiga d'H&M per l'agència de models Télérama i va començar la seva carrera de model convertint-se en la musa del perfum Parisienne d'Yves Sant Laurent Beauté, de la marca de joieria Chaumet així com de la marca de prêt-à-porter Chloé.
Cédric Klapisch es va fixar en ella i li va donar el paper Tessa en la seva pel·lícula Ma part du gâteau (2011) i encara que la pel·lícula no va ser ben rebuda per la crítica la jove actriu es va destacar. Després va interpretar alguns papers secundaris en les pel·lícules de Joan Chemla i Alexandre Arcady. Però el 2013 François Ozon li va donar el paper principal de la seva pel·lícula Jeune et jolie, presentada en el Festival de Canes de 2013 on va rebre una opinió favorable de la crítica per la aposta forta i audaç de la jove actriu. Després d'una pausa de dos anys i el naixement del seu fill Henri, el 15 de març de 2014, amb la seva parella el fotògraf francès Paul Schmidt, el 2015 va interpretar a Louise en la pel·lícula Belles Familles de Jean-Paul Rappeneau. Es defineix a si mateixa com introvertida i és una actriu discreta en els mitjans de comunicació, fent molt poques entrevistes.

## Filmografia
- 2011: Ma part du gâteau de Cédric Klapisch: Tessa
- 2012: The Man with the Golden Brain de Joan Chemla : Alice
- 2012: El que el dia deu a la nit d'Alexandre Arcady:[4] Isabelle Rucillio (adulta)
- 2013: Jeune et jolie de François Ozon: Isabelle
- 2015: Belles Familles de Jean-Paul Rappeneau: Louise
- 2019: Pinotxo (Pinocchio)

Videoclips:

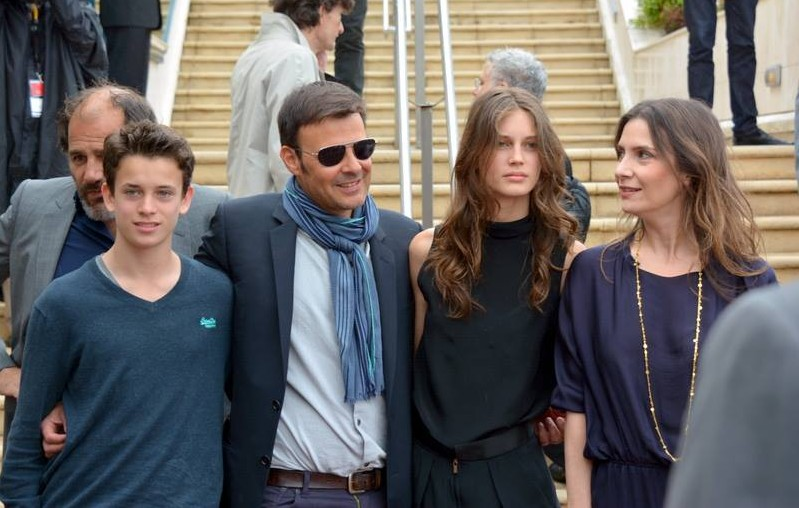
Marine Vacth a Canes, amb l'equip de la pel·lícula Jeune et jolie (2013).

- 2011: Swim - DJ Cam de Sonia Sieff
- 2014: Les Révélations 2014 des Premis César d'Antoine Carlier

## Premis i nominacions

### Premis
Jeune et jolie
- 2013: Premi L'essence du talent al Festival de cinema francès de Florence.

### Nominacions
Jeune et jolie
- 2014 : Premi Romy-Schneider
- 2014 : Millor esperança femenina als Premis Lumières
- 2014 : Millor esperança femenina als Premis César